# 福泉县 (清朝)

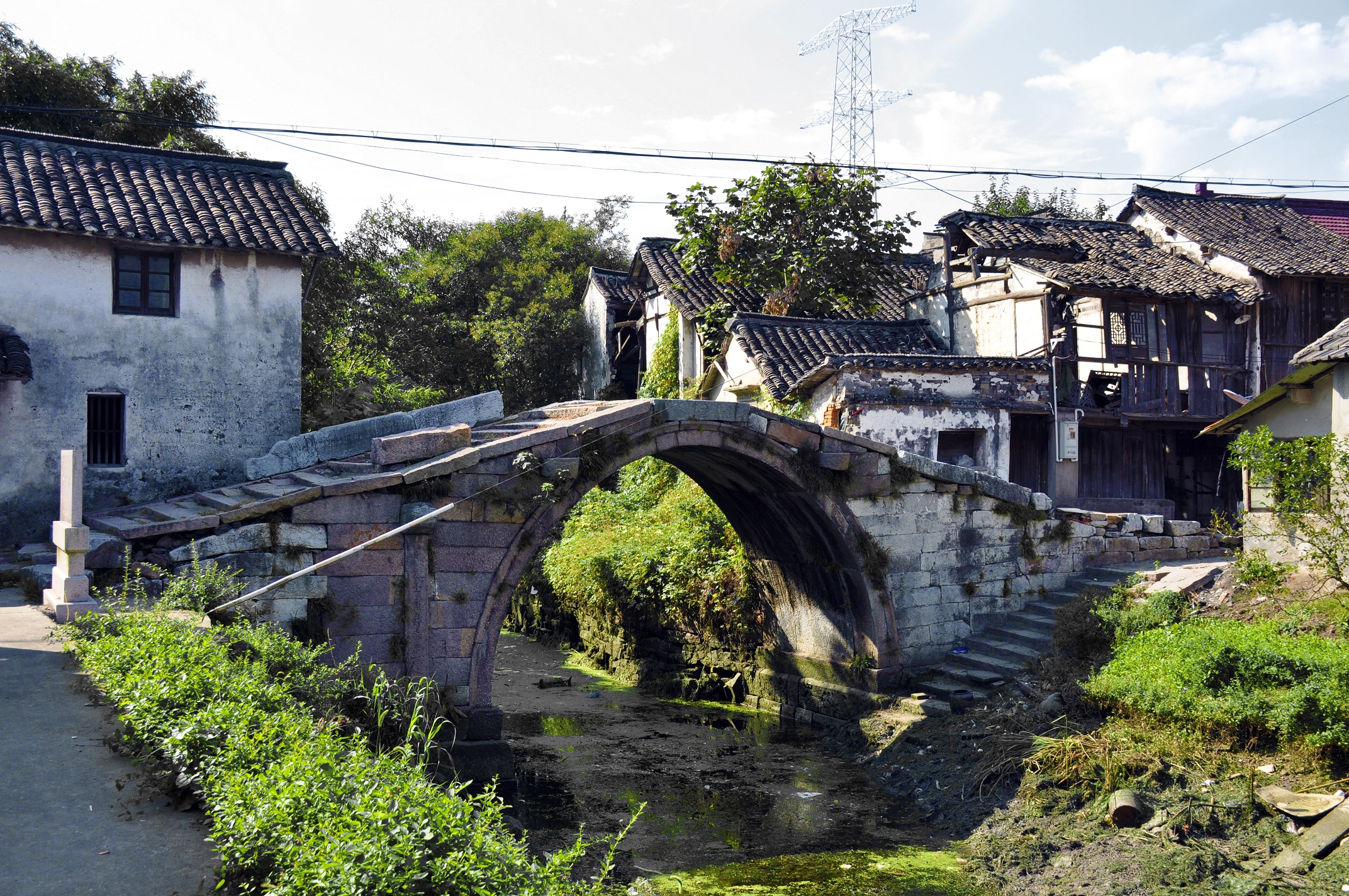
福泉县境内有“金章堰”之称的章堰古镇

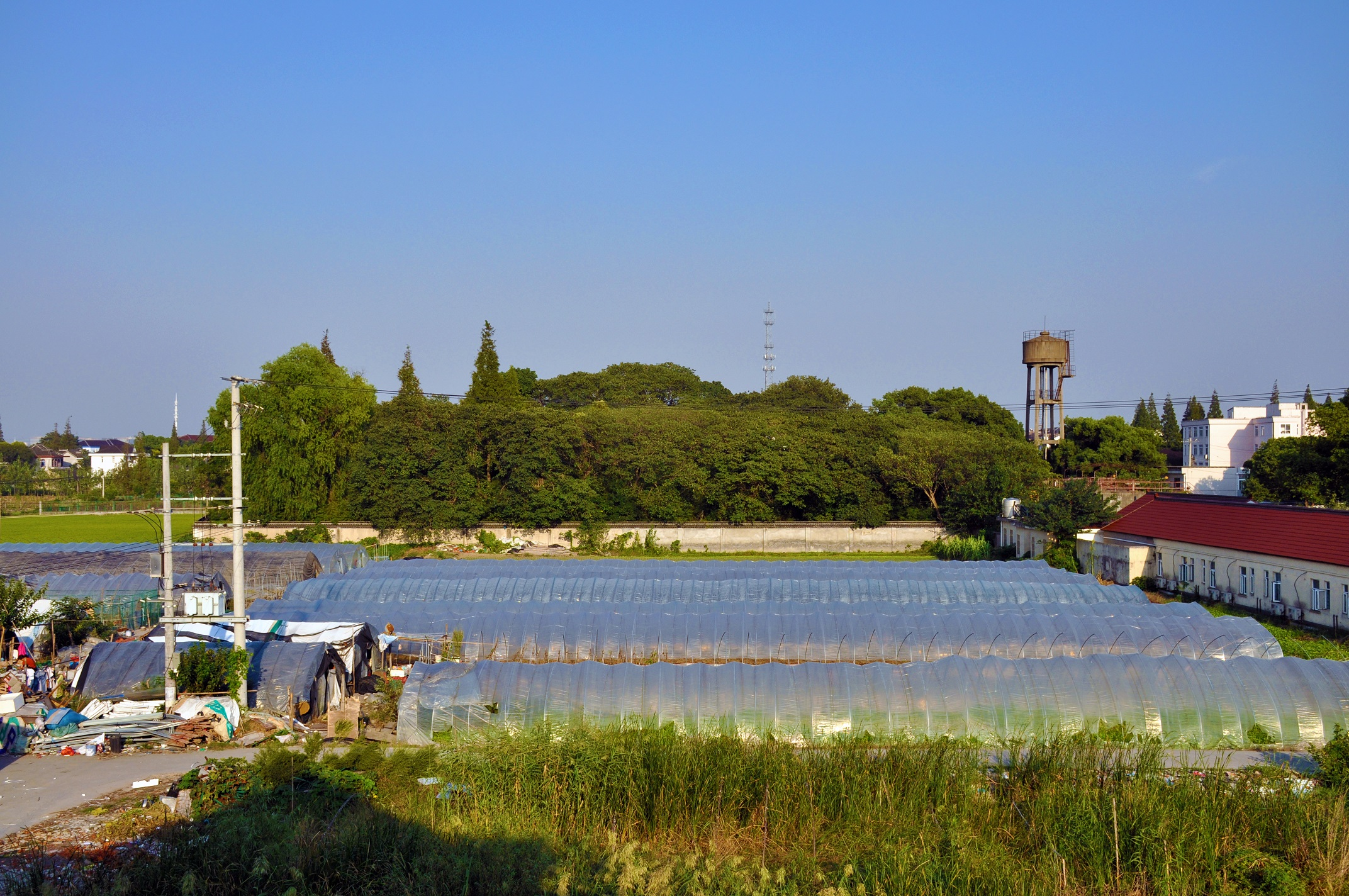
位于重固镇境内的福泉山，福泉县因此而得名

福泉县，是清朝时期江蘇省松江府下辖的一个存时极短的县，雍正时从青浦县分出，乾隆初年撤销，复归青浦县。

## 设置
清雍正二年（1724年）六月，两江总督查弼纳上奏朝廷，称“江南赋税甲于天下”，苏州、松江、常州3府所属1州12县赋额很大，一县银米多者40余万两，少者也不下二三十万，但纳户零星，款项繁杂，征收困难，加以讼事纷烦，“大县繁剧难治”，提议将1州12县各分为二。分出的新县各设知县、典史各1员，所设26员的俸银从裁减3府7县的冗员来解决，不另建城池，与老县同城而治。并提出县界、田亩、钱粮的划分办法。七月，户部会同九卿商议，认为该提议既不增加国库开支，又可收到便于征收赋税和治理的实效，便于九月初一上奏，九月初四（10月20日），雍正帝准户部等衙门对两江总督奏的议复，析青浦县县境东北部的北亭乡、新江乡置福泉县，县治设于青浦县城西南的察院内，其地后称“新县场”。

## 县名由来
福泉县，系县境内有福泉山得名。福泉山原因形如覆船而名覆船山，后因挖井泉水甘美而易名福泉山。

## 境域区划
福泉县领北亭、新江2乡。辖境约相当今青浦区东北部、嘉定区黄渡镇一小部、松江区西北部一小部。境域分为两块，主体在今青浦区北部，略当今青浦区白鹤—香花桥—崧泽—北竿山—刘夏一线以北；小部分在今青浦区朱家角南，略当今拦路港两侧和沈巷以东至松江区界地。

## 裁撤
乾隆八年（1743年）四月庚子，因福泉县辖境狭小:267，江苏巡抚陈大受奉部复将福泉县裁撤，福泉县境地及历年滋生免徭人丁悉归青浦县。

## 历任知县
据光绪刊《青浦县志》，福泉县共9任知县，名录如下：
| 姓名   | 籍贯         | 功名         | 上任年份   |
| ------ | ------------ | ------------ | ---------- |
| 王琮   | 汉军正白旗人 | 康熙己卯举人 | 雍正四年   |
| 胡振   | 安徽泾县     | 贡生         | 雍正六年   |
| 章文礼 | 浙江绍兴     |              | 雍正十年   |
| 杨䣁天 | 陕西安阳     | 拔贡         | 雍正十一年 |
| 沈煜如 | 浙江桐乡     | 举人         | 雍正十一年 |
| 裘严生 | 浙江钱塘     | 监生         | 雍正十二年 |
| 刘云𦑱 | 甘肃兰州     | 进士         | 雍正十二年 |
| 蔡澍   | 直隶高苑     | 雍正癸卯进士 | 雍正十三年 |
| 戴仁行 | 山东济宁     | 雍正庚戌进士 | 雍正十三年 |

## 相关

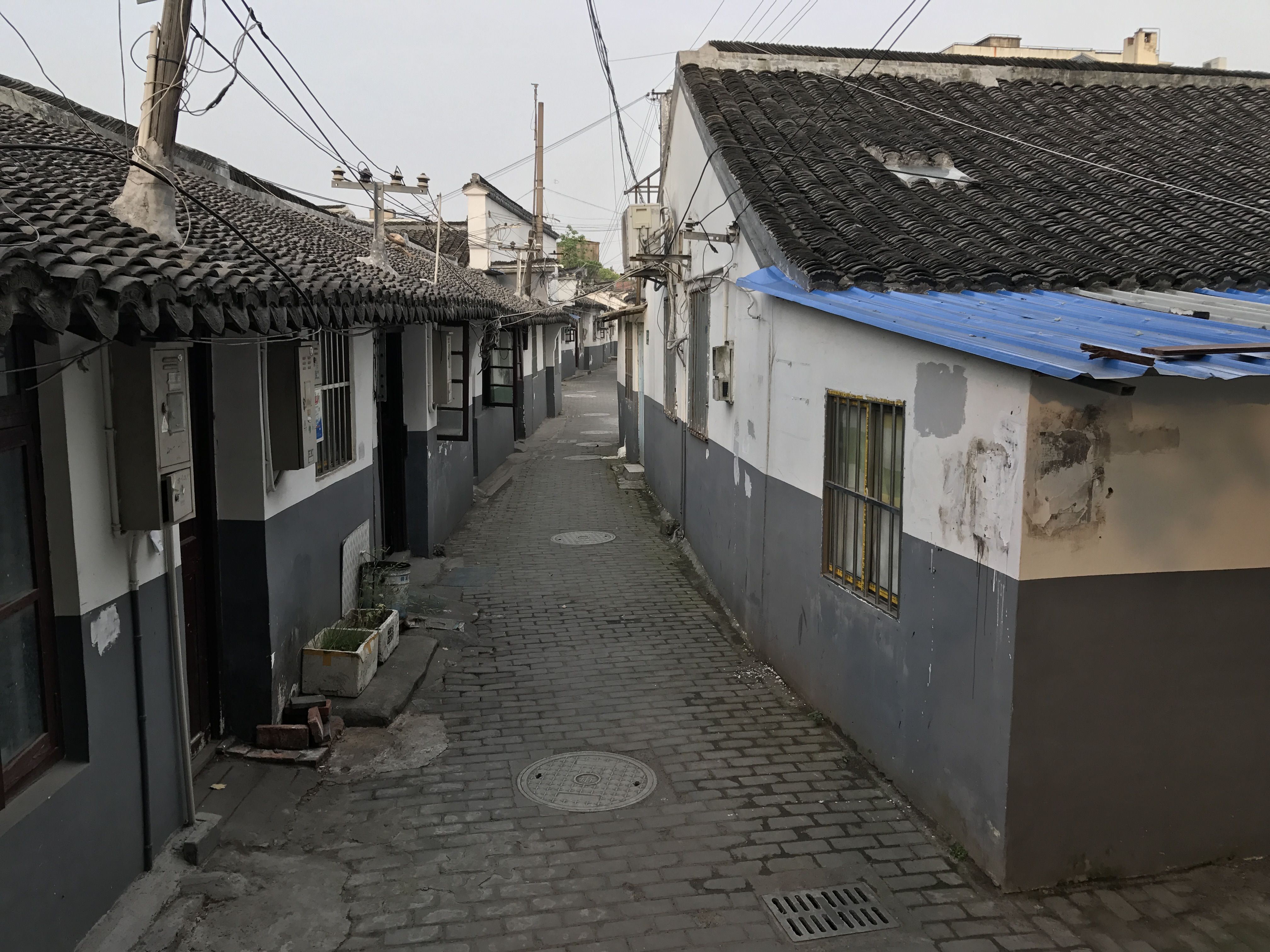
福泉街

今青浦区盈浦街道福泉街（和睦街至五厍浜路），即因地处原福泉县衙后而得名。